# Marc Pedraza
Marc Pedraza Sarto (ur. 6 lutego 1987 w Barcelonie) – hiszpański piłkarz występujący na pozycji pomocnika w andorskim klubie FC Andorra.